# 今治市立吉海中学校
今治市立吉海中学校（、英称:Imabari Munipical Yoshiumi Junior High School）は、愛媛県今治市吉海町に存在した公立中学校である。

## 概要
同校は、2015年3月31日まで今治市吉海町に存在した公立中学校で、同年4月1日同校跡地に今治市立大島中学校が開校した。

## 沿革

### 閉校以後
- 2015年(平成27年)
  - 4月1日 - 同校と今治市立宮窪中学校が統合し、今治市立大島中学校が開校[2]。
  - 4月9日 - 今治市立大島中学校の開校式および今治市立大島中学校の第1回入学式を挙行[2]。